# 布基尼

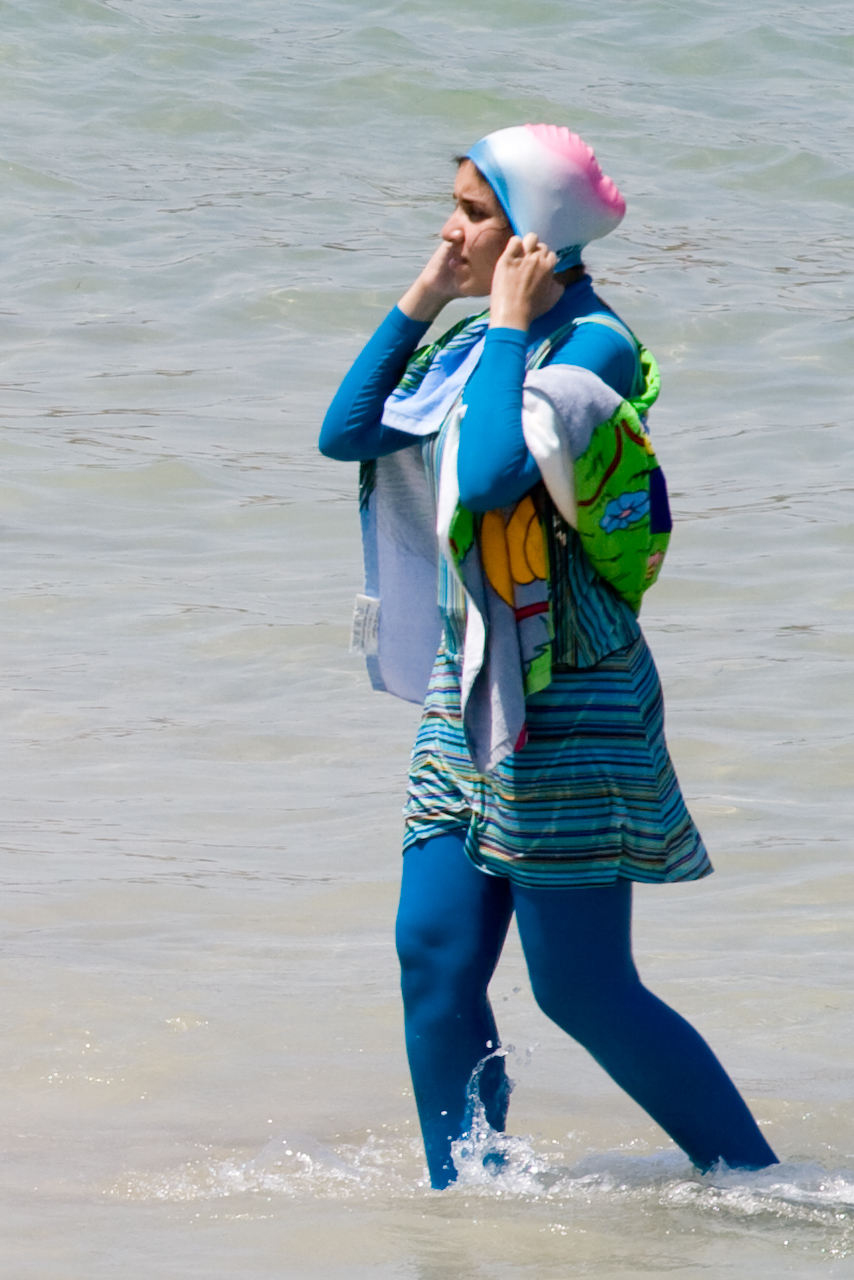
一位穿着布基尼的女性

布基尼（阿拉伯语：‎），又譯作布堅尼、波基尼、布爾基尼，指的是一種只露出臉、手和腳的前端的女性泳衣，是由澳大利亚的Aheda Zanetti所設計。布基尼符合伊斯蘭教對女性服裝的規定，但又夠輕便適合游泳。其設計的目的是符合伊斯兰的服裝传统。因此不少女性穆斯林穿著，但因為覆蓋大部份的皮膚，也有一些女性因為防曬考量穿著布基尼。
布基尼的英文burqini是結合burqa（波卡罩袍）及bikini（比基尼泳衣）的混成詞，不過布基尼既不算波卡罩袍，也不算是比基尼泳衣。Zanetti的公司Ahiida也擁有burkini及burqini這兩個字的商標，不過後來成為類似形式伊斯蘭教女性泳衣的通稱。
2016年時，法國有30個沿海城市禁止穿著布基尼，多集中於地中海沿岸，目的是為了保障公眾秩序和世俗主義的規則。但此禁令引發許多爭議，法国最高行政法院在8月26日宣佈暫停禁止穿著布基尼的禁令。此外，多家主流媒體報導布基尼之銷售量在禁令頒布後反而呈現大幅成長之趨勢。
在尼斯發生恐怖攻擊事件之後，當地政府宣布民眾不得於海灘上穿著布基尼。